# Pim Ligthart
Pim Ligthart (* 16. Juni 1988 in Hoorn) ist ein ehemaliger niederländischer Radrennfahrer, der auf Bahn- und Straße aktiv war. Nach seiner Karriere als Aktiver wurde er Sportlicher Leiter eines Radsportteams.

## Karriere
Pim Ligthart gewann 2006 bei den Junioren-Bahnradweltmeisterschaften in Gent mit Jeff Vermeulen die Silbermedaille im Madison. Zudem wurde er niederländischer Meister im Punktefahren und im Scratch. Im Jahr darauf gewann er bei den U23-Europameisterschaften die Silbermedaille im Punktefahren und mit Vermeulen im Zweier-Mannschaftsfahren. Außerdem gewann er mit Vermeulen den UIV Cup – einen Nachwuchswettbewerb für Sechstagefahrer – in München und verteidigte seinen nationalen Titel im Punktefahren. In der U23-Klasse wurde er außerdem natilaner Meister im Omnium. Beim Bahnrad-Weltcup 2007/08 gewann er das Punktefahren in Kopenhagen und wurde Fünfter der Gesamtwertung. 2009 gewann er mit Robert Bartko und Léon van Bon das Sechstagerennen von Apeldoorn und 2012 mit Michael Mørkøv das von Amsterdam. 2015 wurde er nationaler Meister im Scratch.
Auch auf der Straße war Allrounder Ligthart erfolgreich: 2011 wurde er niederländischer Straßenmeister. 2013 gewann er eine Etappe Ster ZLM Toer und im Jahr darauf die Bergwertung von Paris–Nizza. 2015 gewann er den Grand Prix d’Ouverture La Marseillaise und eine Etappe der Vuelta a Andalucía. 2018 wurde er Dritter der Tour des Fjords, 2019 gewann er mit dem  Ronde van Drenthe, einem Eintagesrennen hors categorie, seinen wichtigsten Straßenwettbewerb. Ligthart nahm an sechs Grand Tours teil, von denen er fünf beendete.
Nachdem ihm sein letztes Team für die folgende Saison keinen Vertrag mehr anbot, beendete Ligthart im Dezember 2020 seine Karriere als Aktiver und wurde Sportlicher Leiter des UCI Continental Teams SEG Racing Academy.

## Erfolge

### Bahn
2006
- Junioren-Weltmeisterschaft – Zweier-Mannschaftsfahren (mit Jeff Vermeulen)
- Niederländischer Meister – Punktefahren, Scratch

2007
- Niederländischer Meister – Punktefahren
- Niederländischer U23-Meister – Omnium

2008
- Weltcup Kopenhagen – Punktefahren
- U23-Europameisterschaft – Scratch, Zweier-Mannschaftsfahren (mit Jeff Vermeulen)

2009
- Sechstagerennen Apeldoorn (mit Robert Bartko und Léon van Bon)

2012
- Sechstagerennen Amsterdam (mit Michael Mørkøv)

2015
- Niederländischer Meister – Scratch

### Straße
2011
- Hel van het Mergelland
- Niederländischer Meister – Straßenrennen

2013
- eine Etappe Ster ZLM Toer

2014
- Bergwertung Paris–Nizza

2015
- Grand Prix d’Ouverture La Marseillaise
- eine Etappe Vuelta a Andalucía

2019
- Ronde van Drenthe

## Grand-Tour-Platzierungen
| Grand Tour            | 2011 | 2012 | 2013 | 2014 | 2015 | 2016 | 2017 | 2018 | 2019 | 2020 |
| --------------------- | ---- | ---- | ---- | ---- | ---- | ---- | ---- | ---- | ---- | ---- |
| Giro d’ItaliaGiro     | –    | –    | 160  | –    | –    | 126  | –    | –    | –    | –    |
| Tour de FranceTour    | –    | –    | –    | –    | –    | –    | –    | –    | –    | –    |
| Vuelta a EspañaVuelta | 107  | 126  | –    | 127  | –    | –    | –    | –    | –    | DNF  |